# Charlize Theron
Charlize Theron (Afrikaans: [ʃarˈlis ˈtrɔn]; Engels: [ʃɑrˈliːz ˈθɛrən]; Benoni, 7 augustus 1975) is een Zuid-Afrikaans actrice. Ze won in 2004 een Academy Award voor haar hoofdrol in Monster en werd twee jaar later voor North Country nogmaals genomineerd voor deze prijs. Daarnaast kreeg ze meer dan twintig andere filmprijzen toegekend, waaronder een Zilveren Beer, een Golden Globe en een Satellite Award (alle drie voor Monster).

## Biografie
Therons moedertaal is Afrikaans. Haar vader is van Franse (hugenoten) en Nederlandse afkomst en haar moeder is van Duitse. "Theron" is een Occitaanse achternaam, die in het Afrikaans wordt uitgesproken als "tron". Ze is een verre achternicht van Danie Theron, oorlogsheld uit de Tweede Boerenoorlog.
Theron beleefde een dramatische jeugd. Ze groeide op als enig kind op de boerderij van haar ouders in de buurt van Johannesburg. Ze werd op haar dertiende naar een kostschool gestuurd. Op haar vijftiende was ze getuige van de dood van haar vader, Charles Theron. Hij was een gewelddadige alcoholist en werd door zijn vrouw Gerda Theron bij wijze van zelfverdediging doodgeschoten.

### Carrière
Theron volgde een opleiding tot balletdanseres, tot ze op haar zestiende naar Milaan vertrok om daar model te worden. Hierna ging ze opnieuw naar het ballet, waarbij ze met het Joffrey Ballet naar New York trok. Door een knieblessure moest ze hiermee ophouden en vertrok ze naar Los Angeles, om daar te gaan acteren.
Het verhaal gaat dat Theron werd ontdekt op haar achttiende, toen een impresario haar in het oog kreeg toen ze ruzie maakte met een bankmanager, die weigerde haar cheque te verzilveren.
In 1996 kreeg Theron haar eerste belangrijke rol in 2 Days in the Valley. De film was weinig succesvol, maar bracht Theron wel onder de aandacht. Het volgende jaar had ze haar eerste hoofdrol naast Keanu Reeves in The Devil's Advocate.
In 2003 was Theron te zien in de film Monster. Hierin was ze bijna onherkenbaar gemaakt voor het vertolken van prostituee/seriemoordenaar Aileen Wuornos.
In 2010 had ze een rol in de muziekvideo van het nummer Crossfire van Brandon Flowers. In de video is Flowers gevangengenomen door ninja's. Theron verslaat de ninja's om vervolgens Brandon te bevrijden.

### Privé
Theron woont in Los Angeles. Lange tijd had zij een relatie met de acteur en regisseur Stuart Townsend. Townsend en Theron leerden elkaar kennen op de set van Trapped (2002). Theron en Townsend speelden samen in enkele films. Ook speelde Theron in Battle in Seattle, waarmee Townsend zijn debuut als regisseur maakte. In januari 2010 ging het stel uit elkaar. Theron had in de zomer van 2011 enkele maanden een relatie met acteur Ryan Reynolds. Ze adopteerde in 2012 een jongetje met de naam Jackson, die op 3-jarige leeftijd aangaf liever als meisje door het leven te gaan (transgender). Later adopteerde Theron nog een meisje.